# Nobody's Fools
Nobody's Fools è il sesto album in studio del gruppo rock inglese Slade, pubblicato nel 1976.

## Tracce
1. Nobody's Fool – 4:40
2. Do the Dirty – 4:42
3. Let's Call It Quits – 3:30
4. Pack Up Your Troubles – 3:25
5. In for a Penny – 3:35
6. Get On Up – 3:26
7. L.A. Jinx – 3:58
8. Did Ya Mama Ever Tell Ya – 3:06
9. Scratch My Back – 3:06
10. I'm a Talker – 3:18
11. All the World Is a Stage – 3:57

## Formazione
- Noddy Holder - voce, chitarra
- Dave Hill - chitarra
- Jim Lea - basso, piano
- Don Powell - batteria